# Haywardozoon atlantae
Haywardozoon atlantae är en mossdjursart som beskrevs av Jean-Loup d'Hondt och Hayward 1981. Haywardozoon atlantae ingår i släktet Haywardozoon och familjen Flustrellidridae. Inga underarter finns listade i Catalogue of Life.